# Lijst van burgemeesters van Gennep
Dit is een lijst van burgemeesters van de Nederlandse gemeente Gennep in de provincie Limburg.
| Ambtsperiode         | Naam burgemeester                         | Partij of stroming | Bijzonderheden           |
| -------------------- | ----------------------------------------- | ------------------ | ------------------------ |
| 1552                 | Rutger van Randwijck                      |                    |                          |
| 1558                 | Rutger van Randwijck                      |                    |                          |
| ±1740 - 1767         | Gerhard Leurs                             |                    | tevens rechter in Heijen |
| 1781 - 1797          | Christophel Paul August Felderhoff        |                    |                          |
| 1815 - 1825          | Theodoor A. Hermsen                       |                    |                          |
| 1825 - 1836          | Derk Berns                                |                    |                          |
| 1836 - 1849          | Antoin J. Gilta                           |                    |                          |
| 1849 - 1875          | Lodewijk Muskens (1813-1876)              |                    |                          |
| Feb. 1876 - mei 1876 | Johannes van den Boogaard                 |                    |                          |
| 1876 - 1891          | Frans Karel H. Esser                      |                    |                          |
| 1891 - 1913          | Theodorus H. Peters                       |                    |                          |
| 1913 - 1937          | Wilhelmus Christiaan Maria Joseph Wolters |                    |                          |
| 1938 - 1947          | Jan (J.P.D.) van Banning                  | KVP                |                          |
| 1947 - 1973          | Johannes Hubertus Gilissen                | KVP                |                          |
| 1973 - 1997          | Eric (E.A.) Berger                        | KVP/CDA            |                          |
| 1997 - 2012          | Marlies (E.M.A.A.) de Loo                 | CDA                |                          |
| 2012 - 2019          | Peter (P.J.H.M.) de Koning                | VVD                |                          |
| 2019 - 2020          | Willibrord (W.I.I.) van Beek              | VVD                | waarnemend               |
| 2020 - heden         | Hans (J.M.T.) Teunissen                   | D66                |                          |